# エリック・カール・ウィックマン

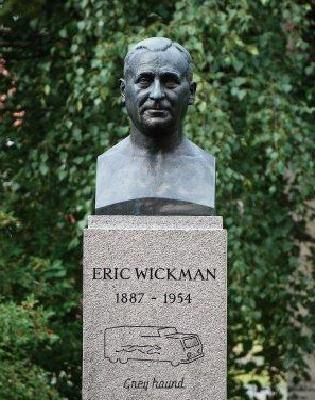
出生地ヴァームフスにあるウィックマンの像

エリック・カール・ウィックマン（Eric Carl Wickman、1887年8月7日 – 1954年2月5日）は、長距離バス会社グレイハウンド・ラインズを創業した、アメリカ合衆国の実業家。

## 生い立ち
ウィックマンは、スウェーデンのダーラナ地方モラ(Mora)の北15キロメートルに位置するヴァームフス(Våmhus)という集落で、マルティス・イェルク(Martis Jerk)として生まれた。1905年にスウェーデンからの移民としてアメリカ合衆国に到着した際、マルティス・イェルクは名前を変え、エリック・カール・ウィックマンと名乗るようになった。

## 経歴
1905年に移民として入国したウィックマンは、ミネソタ州ヒビングで鉱山の掘削作業者として働いたが、1914年に解雇されてしまう。この年、ウィックマンは、自らもセールスマンとして営業に当たる形で、ハップモービル(Hupmobile)の販売店の共同経営者となった。しかし、最初の1台を売れなかったウィックマンは、ヒビングと南方の集落アリス(Alice)の間で乗合自動車の運行を始めた。ウィックマンは7人乗りのハップモービルを使い、かつての同僚である鉱山労働者たちを、鉱山と住まいの間で輸送した。この乗合自動車事業が、後年、米国最大のバス事業に発展した事業のはじまりであった。1929年には、社名もグレイハウンドと改められた。
1934年、ウィックマンのバス事業は、50台のバスを擁し、34万ドルの売上を得るまでになっていた。1952年にウィックマンは、すべての事業を96万ドルで売り払った。その後、小さな事業をいろいろ買収し、ノースランド・トランスポーテーション(Northland Transportation Co.)を設立した。1954年にはグレート・ノーザン鉄道が、ノースランド・トランスポーテーションの株の8割を24万ドルで取得し、経営の支配権を確立した。ウィックマンは、新たに持ち株会社としてグレイハウンド社(Greyhound Corp.)を設立し、経営陣はその後も各地のバス会社を買収し続けた。

## 一族
ウィックマンは、1916年に、スウェーデン系のアメリカ人オルガ・ロディン(Olga Rodin)と結婚した。夫婦の間には、ロバート（ボブ）、ペギー（マーガレット）と2人の子どもが生まれた。
ウィックマンの弟で、フロリダ州の支社の代表だったジョン・ウィックマン(John Wickman)には3人の子ども、オルガ(Olga)、ジェニン(Jeanine)、キャスリン(Kathryn)がいた。このうちオルガには、2人の子どもデヴィッド・ポーター(David Porter)とドロシー・ポーター(Dorothy Porter)がいる。

## 創業者として関与した企業
- Mesaba Transportation Company - 1915
- Motor Transit Corporation - 1922
- Northland Transportation Company - 1925
- Greyhound Pacific - around 1930
- The Greyhound Corporation - 1933